# Złudne szczęście
Złudne szczęście (tytuł oryg. Falling from Grace) – amerykański niezależny dramat filmowy z 1992 roku.

## Obsada
- John Mellencamp − Bud Parks
- Mariel Hemingway − Alice Parks
- Claude Akins − Speck Parks
- Dub Taylor − dziadek Parks
- Kay Lenz − P.J. Parks
- Brent Huff − Parker Parks
- Deirdre O’Connell − Sally Cutler
- John Prine − Mitch Cutler
- Larry Crane − Ramey Parks
- Kate Noonan − Linda